# 西尔维尼奥 (1958年)
西尔维尼奥（葡萄牙語：Silvinho，1958年11月13日—），男，巴西足球运动员。他曾代表巴西参加1984年夏季奥林匹克运动会足球比赛，获得一枚银牌。